# Uwe Nehler
Uwe Nehler (* 6. Februar 1946 in Ilsenburg; † 22. August 2006) war ein deutscher Politiker (SPD). Er war von 1990 bis 2002 Mitglied im Landtag Sachsen-Anhalt.

## Ausbildung und Leben
Uwe Nehler studierte nach dem Abitur Humanmedizin. Nach dem Studium und dem Kriegsdienst bei der NVA war er ab 1972 als Facharzt für Allgemeinmedizin tätig. Er war Leiter eines Landambulatoriums und eines ambulanten medizinischen Betreuungsbereiches.
Uwe Nehler war verheiratet und hatte zwei Kinder.

## Politik
Uwe Nehler trat im Dezember 1989 nach der Wende in die SDP ein und wurde dort Mitglied des Landesvorstandes „Sozialdemokraten im Gesundheitswesen“ der SPD Sachsen-Anhalt. Er wurde bei der ersten Landtagswahl in Sachsen-Anhalt 1990 sowie der Landtagswahl in Sachsen-Anhalt 1994 über die Landesliste in den Landtag gewählt. Bei der Landtagswahl in Sachsen-Anhalt 1998 konnte er das Direktmandat im Landtagswahlkreis Burg gewinnen.